# Nesticella hongheensis
Nesticella hongheensis (лат.) — вид пауков рода Nesticella из семейства Пауки-нестициды (Nesticidae). Китай.

## Этимология
Видовое название происходит от имени реки Хонгха (Honghe), рядом с которой найдена типовая серия.

## Распространение
Встречается в юго-восточной Азии: Китай, провинция Юньнань (Pingbian County, гора без названия рядом у реки Хонгха; 22,99625°N, 103,65815°E, 1244 м).

## Описание
Мелкие пауки, общая длина около 2 мм. Основная окраска желтоватая. Nesticella hongheensis отличается от большинства видов, относящихся к группе Nesticella brevipes, за исключением N. semicircularis и N. lisu, по наличию широкого треугольного дорсального апофиза (Da), прямоугольного дистального отростка на парацимбии (Dp-I), а у самок — по короткому скапуу гениталий и толстым копулятивным протокам. Самцов можно отличить от самцов N. semicircularis по тёмному рисунку, более широкому дорсальному апофизу (Da), более широкому дистальному отростку (Dp-I) и более коренастому тегулярному апофизу (Tg). Самки N. hongheensis узнаваемы по чёрным меткам на опистосоме, более широкому и значительно более короткому заднему проходу и форме копулятивных протоков (Cd), сильно изогнутых посередине. Самцов от N. lisu можно отличить по более широкому тегулярному апофизу (Тг) и гладкому дистальному отростку (Dp-I) без зубчатого края, латерально сжатому более, чем дорсовентрально. Самки отличаются от самок N. lisu более широким и коротким задником (Sp), толстыми и сильно склеротизованными копулятивными протоками (Cd) и более тонкими и менее извитыми оплодотворяющими протоками (Fd). Вид был впервые описан в 2016 году энтомологами из Китая (Yu-Cheng Lin, Shu-Qiang Li, Southeast Asia Biodiversity Research Institute and Institute of Zoology, Китайская академия наук, Пекин) и Италии (Francesco Ballarin, Museo di Storia Naturale of Verona, Верона).